# Fiodorowska Ikona Matki Bożej
Fiodorowska Ikona Matki Bożej (ros. Феодоровская икона Божией Матери, Федоровская Богоматерь), ikona prawosławna, której autorstwo przypisywane jest świętemu Łukaszowi Ewangeliście (zapewne niesłusznie). Jedna z najważniejszych ikon prawosławia. Przechowywana jest w żeńskim Monasterze Bogojawlensko-Anastasina (ros. Богоявленско-Анастасиин монастырь) w Kostromie.
Ikona, typu Eleusa, przedstawia Matkę Boską z Dzieciątkiem. Wizerunek nawiązuje do innej ważnej ikony, Matki Boskiej Włodzimierskiej i prawdopodobnie jest na niej wzorowany. Jedną swoją nazwę zawdzięcza mieście Kostroma, a drugą – pierwszemu jej posiadaczowi, księciu Jarosławowi Wsiewołodowiczowi, który na chrzcie przyjął imię Fiodor.
Pierwsze wzmianki o ikonie dotyczą darowania jej przez księcia Jarosława jego bratu, Jurijowi Wsiewołodowiczowi, przez którego była przechowywana w kaplicy nieopodal miasta Gorodca. Po jego śmierci, Jarosław odzyskał ikonę i wkrótce przekazał ją swojemu synowi, Aleksandrowi Newskiemu. Ikona trafiła wkrótce do jego brata Wasilija, który umarł w Kostromie.
Z ikoną tą wiąże się podanie, dotyczące okoliczności wstąpienia na tron Michała Romanowa. Sobór Ziemski zapragnął zakończyć wielką smutę, wybierając zaocznie 3 marca 1613 na tron carski Michała Fiodorowicza Romanowa, syna arcybiskupa Rostowa (późniejszego patriarchy moskiewskiego) Filareta, mieszkającego z matką w Kostromie, dokąd też zaraz się udano. Tymczasem młodzieniec niespodziewanie odmówił przyjęcia tronu, tłumacząc się obawą o życie w trudnych czasach smuty; nie zgodziła się na to również jego matka. Wówczas duchowni zaczęli utrzymywać, że ikona przemówiła do nich, wzywając Michała Fiodorowicza do objęcia tronu. Pobożny bojar nie mógł uchylić się od takiego argumentu i tron przyjął.
Przed przeprowadzką do Moskwy, matka Michała zażądała jedynie o sporządzenie spisu z ikony (kopii), co też się stało. Spis został wykonany i zabrany przez nią ze sobą i umieszczony w cerkwi Narodzenia Matki Bożej. Każdy kolejny car rosyjski był błogosławiony tym wizerunkiem w trakcie uroczystości koronacyjnych.
Według innego podania, tuż przed rewolucją lutową oryginalna ikona zaczerniła się tak, że stała się nieczytelna, co rozumiano jako omen zbliżającego się nieszczęścia. Obecnie obraz jest czytelny; nie wiadomo, czy jest to zasługą renowacji, czy też wzmiankowane wydarzenie w rzeczywistości nie miało miejsca.
Na odwrocie ikony znajduje się wizerunek świętej Paraskiewy.
Ikonie poświęcone jest wspomnienie liturgiczne, które obchodzi się w dzień koronacji Michała Fiodorowicza, 27 marca (14 marca st. st.).